# Grosse Ile
Grosse Ile is een plaats (census-designated place) in de Amerikaanse staat Michigan, en valt bestuurlijk gezien onder Wayne County.

## Demografie
Bij de volkstelling in 2000 werd het aantal inwoners vastgesteld op 10.894.

## Geografie
Volgens het United States Census Bureau beslaat de plaats een oppervlakte van
47,5 km², waarvan 24,9 km² land en 22,6 km² water.